# Paneldata
I statistik og økonometri refererer paneldata til data i to dimensioner. Der kan eksempelvis være tale om et datasæt indeholdende givne oplysninger om personer over tid. Hvis datasættet kun indeholder én tidsperiode, vil man i stedet kalde det tværsnitsdata. Hvis datasættet derimod indeholder flere tidsperioder, men ikke flere personer (eller andet), vil man kalde det tidsseriedata. 

## Analyse af paneldata
Et panel har formen
{\displaystyle X_{it},i=1\ldots N,t=1\ldots T,}
og en generel paneldata-regressionsmodel er givet ved
{\displaystyle y_{it}=\beta 'X_{it}+u_{it}.}
Det er muligt at antage forskellige strukturer for denne model. Hvis man antager at 
{\displaystyle u_{it}\sim \mu _{i}+v_{it},}
hvor {\displaystyle \mu _{i}} er en individspecifik tidsinvariant effekt, vil der eksempelvis være tale om en såkaldt fixed effects regressionsmodel.
| Økonomi | Spire Denne artikel om økonomi er en spire som bør udbygges. Du er velkommen til at hjælpe Wikipedia ved at udvide den. |